# Rutger I. (Kleve)
Rutger I. von Kleve gilt als der erste Graf von Kleve, dessen Grafschaft durch Aufteilung der Grafschaft Hamaland um 1020/25 entstand.
Rutger I. war Bruder von  Gerhard Flamens, dem Urgroßvater des ersten Grafen von Geldern. Sein Bruder Gerhard war Schwiegersohn des letzten Immedinger Grafen von Hamaland Dietrich von Hamaland. Die Dauer von Rutgers Regierung ist ungewiss und wird nur vage auf etwa 1020–1050 datiert. Seine Frau hieß Wazela von Lotharingen.